# Nilo Floody
Nilo Alfredo Floody Buxton (Carahue, 16 de julio de 1921-Santiago de Chile, 2 de julio de 2013) fue un militar (Ejército de Chile) y pentatleta chileno.

## Carrera militar
Ingresó a la Escuela Militar del Libertador Bernardo O'Higgins en 1941, llegando a dirigir dicha institución. En 1964, siguió un curso para oficiales de blindados en Fort Knox, Estados Unidos. Durante el Golpe de Estado del 11 de septiembre de 1973 fue director de su alma mater. Posteriormente fue promovido a general de brigada y se desempeñó en diversos cargos públicos: en 1977 fue designado Intendente de la Región del Biobío. Después, fue enviado como jefe de la misión militar chilena en Washington D. C..
En marzo de 1977 es ascendido a general de división y designado intendente de la Región de Magallanes y de la Antártica Chilena. En dicho cargo debió afrontar el conflicto del Beagle, en calidad de Comandante en Jefe del TOA ( Teatro de Operaciones Austral) conflicto que tuvo su punto más álgido el 22 de diciembre de 1978, en que las numerosas  fuerzas movilizadas bajo su mando, estuvieron bajo situación de guerra real.  . Tras ser superada dicha crisis, en 1979 fue designado director de la Dirección General de Deportes (DIGEDER). En 1983 fue nombrado embajador de Chile en Israel, cargo que ocupó hasta 1987.

## Carrera deportiva
Floody practicaba el pentatlón moderno y la esgrima. En la primera disciplina participó en el Campeonato Sudamericano de Brasil en 1947, en donde resultó campeón. Participó de los Juegos Olímpicos de Londres 1948, Helsinki 1952 y Melbourne 1956, así como también los Juegos Panamericanos de Buenos Aires 1951 y Ciudad de México 1955.
Obtuvo la medalla de bronce en el Campeonato Mundial de Pentatlón Moderno de 1953 en la prueba por equipos.
Respecto a la esgrima, en 1949 y 1953 resultó campeón nacional de esgrima en la categoría espada. En 1951 fue elegido por el Círculo de Periodistas Deportivos de Chile como el mejor esgrimista del país.